# قرخلر (همدان)
قرخلر، روستایی از توابع بخش شرا شهرستان همدان در استان همدان ایران است.
این روستادارای جمعیت ۱۵۶۸ نفری بوده ودارای۴۳۶ خانواربوده ودر۳۵کیلومتری شهر همدان واقع است